# Semiana
Semiana (Semiäna in dialetto lomellino) è un comune italiano di 191 abitanti della provincia di Pavia in Lombardia. Si trova nella Lomellina occidentale, nella pianura alla destra dell'Agogna.

## Storia
Il paese appare con il nome di Samignana in documenti del XII secolo e nell'elenco delle terre pavesi del 1250; manterrà lo stesso nome fino al XVIII secolo. Fu signoria di un ramo della famiglia Sannazzaro, ma nel 1470 fu infeudata in parte ai Reyna di Pavia, famiglia di lontana origine spagnola. Sannazzaro e Reyna condividevano ancora il feudo nel 1707. In quell'anno Semiana, con tutta la Lomellina, passò sotto il dominio dei Savoia (ufficializzato nel 1713). Nel 1859 fu aggregata alla provincia di Pavia. All'inizio del XIX secolo era stato concentrato nel comune di Semiana il vecchio comune di Ferretto, ormai quasi disabitato già nel secolo precedente (oggi è una cascina).

### Simboli
Lo stemma e il gonfalone sono stati approvati dal consiglio comunale il 26 febbraio 1986 e concessi con decreto del presidente della Repubblica del 27 luglio 1987.
Il gonfalone è un drappo di bianco.

## Cultura

### Musei

#### La Casa del Contadino
Si tratta di un museo ospitato dentro l'agriturismo del centro abitato dove è esposto ogni tipo di oggetto appartenente alla vita contadina.

### Musica

#### Semiana Jazz
Evento musicale del mese di Luglio che raccoglie il meglio degli artisti jazz del territorio lomellino.